# Todos están muertos
Pour plus de détails, voir Fiche technique et Distribution.
Todos están muertos est une comédie dramatique mexicaine réalisé par Beatriz Sanchís (es) en 2014. Il met notamment en scène Nahuel Pérez Biscayart, Angélica Aragon et Elena Anaya.

## Fiche technique
- Titre : Todos están muertos
- Réalisation : Beatriz Sanchís (es)
- Scénario : Beatriz Sanchís
- Musique : Akrobats
- Photographie : Álvaro Gutiérrez
- Montage : Nacho Ruiz Capillas
- Production : Anne-Christina Herbst, Stefan Schmitz et Claudia Wagner
- Société de production : Animal de Luz Films, Avalon, Cacerola Films, Integral Film et Televisión Española
- Pays de production :  Mexique,  Espagne,  Allemagne, et  France
- Genre : comédie dramatique
- Durée : 93 minutes
- Dates de sortie : 
  - Allemagne : 30 mai 2014

## Distinctions

### Málaga Spanish Film Festival2014
Le lauréat du Biznaga d'argent est décerné au film dans quatre catégories :
- Meilleure actrice (Mejor Actriz) : Elena Anaya
- Prix spécial du jury (Premio Especial del Jurado) : Beatriz Sanchís (es)
- Prix spécial du jeune jury (Premio Especial del Jurado Joven) : Beatriz Sanchís
- Meilleure bande-son originale (Mejor Banda Sonora Original) : Akrobats